# 克里斯·凡·艾斯伯格
克里斯·凡·艾斯伯格（Chris Van Allsburg，1949年6月18日—），出生於密西根東大急流城，是美國作家以及童書繪本插畫家。
- 1979年，以第一本圖畫書《魔術師的花園》獲凱迪克榮譽獎。
- 1981年，出版的（Jumanji），同名改編電影於1995年上映。
- 1985年，出版的《北極特快車》（The Polar Express）先後贏得凱迪克獎，同名改編動畫電影於2004年上映。
- 2002年，出版《迷走星球》（Zathura），同名改編電影（Zathura: A Space Adventure）於2005年上映。